# Göte Lundström
Bernt Göte Lundström, född 7 september 1928 i Luleå, död där 29 mars 2001, var en svensk arkitekt.
Lundström, som var son till lokförare Bror Lundström och Hilma Hornberg, avlade studentexamen 1948 samt utexaminerades från Kungliga Tekniska högskolan 1953 och studerade vid Kungliga Konsthögskolan 1957–1958. Han anställdes vid Peter Celsings arkitektkontor i Stockholm 1953 och var chefsarkitekt vid Norrbottenskommunernas arkitekt- och byggnadskontor (NAB Konsult) i Luleå från 1958. Han var stadsarkitekt i Piteå stad samt Älvsbyns köping och Älvsby landskommun. Han ritade bland annat Piteå lasarett, läkarstation i Öjebyn, Gällivare sjukhus, kyrkor i Moskosel och Norrfjärden, hotell i Älvsbyn, sporthall i Kalix, stads- och bebyggelseplanering i Piteåregionen, centralskola i Gammelstad och Sjulnäs. Han blev ledamot av Svenska Arkitekters Riksförbunds förtroendenämnd 1964.